# Fabio Augusto Justino
Fabio Augusto Justino (16 juni 1974) is een voormalig Braziliaans voetballer.

## Carrière
Fabinho speelde tussen 1998 en 2000 voor Shimizu S-Pulse en Vissel Kobe.